# Commodore Force
 (mai 2019).
Si vous disposez d'ouvrages ou d'articles de référence ou si vous connaissez des sites web de qualité traitant du thème abordé ici, merci de compléter l'article en donnant les références utiles à sa vérifiabilité et en les liant à la section « Notes et références ».
Commodore Force est un magazine de jeux vidéo sortis sur Commodore 64. Successeur à Zzap! 64, il est publié au Royaume-Uni par Europress Impact de janvier 1993 à mars 1994,,. 